# 南駅町
南駅町（なんえきちょう）は、愛知県名古屋市西区の地名。

## 地理
東は外田町、西は新道町2丁目、南は枝郷町、北は奉公人町に接する。

## 歴史

### 町名の由来
元は小伝馬町と称していたが、1871年（明治4年）に至って名古屋城下町の伝馬町が大伝馬町・小伝馬町と分離したことにより、同名を避けて南駅町と改称したものである。

### 沿革
- 1871年（明治4年） - 愛知郡名古屋村の一部により、同郡南駅町として成立[3]。
- 1878年（明治11年）12月20日 - 名古屋区編入に伴い、同区南駅町となる[3]。
- 1889年（明治22年）10月1日 - 名古屋市成立に伴い、同市南駅町となる[3]。
- 1908年（明治41年）4月1日 - 西区編入に伴い、同区南駅町となる[3]。
- 1981年（昭和56年）8月23日 - 全域が新道一丁目に編入され、消滅[3]。